# Vaixell d'assalt amfibi

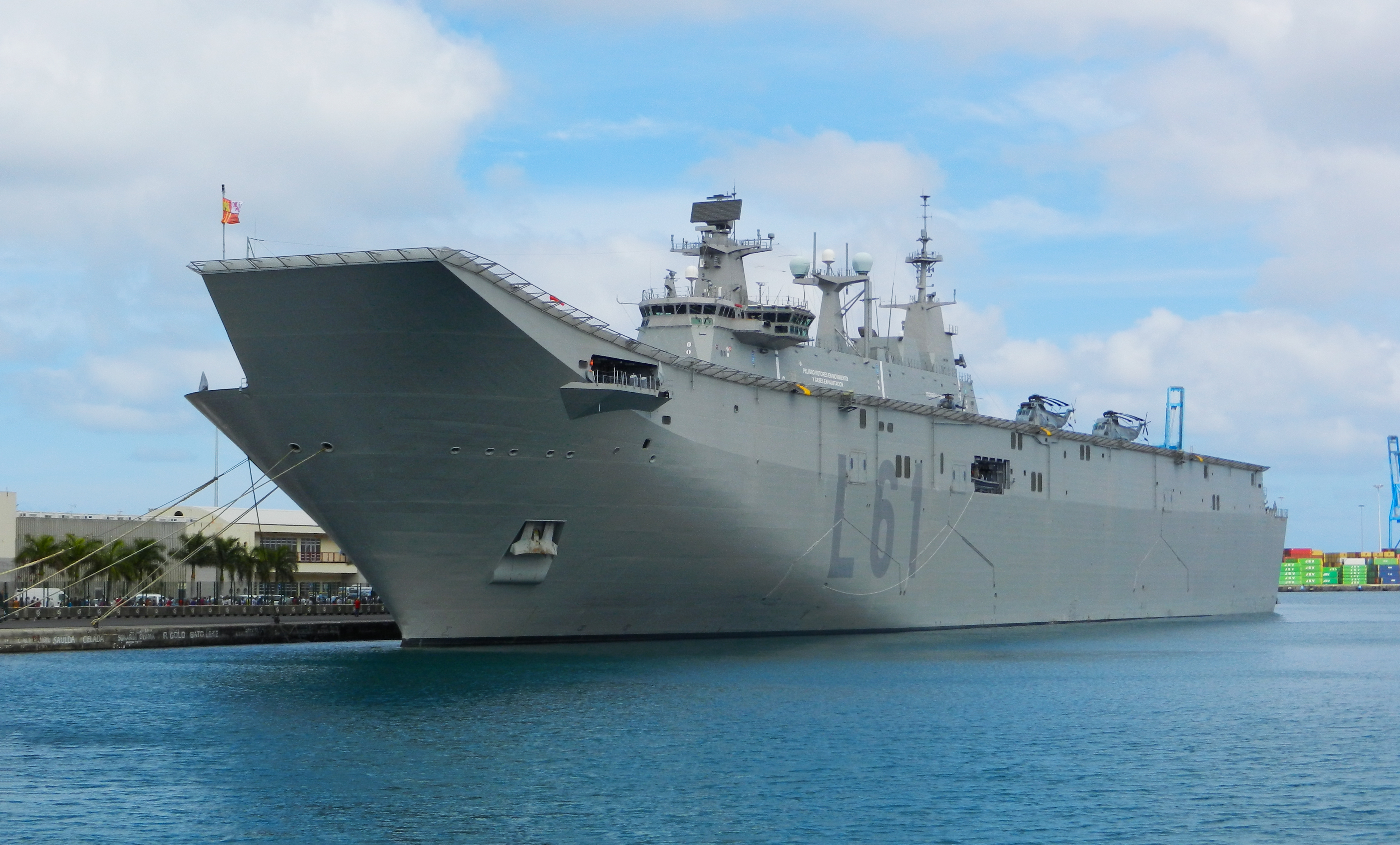
Juan Carlos I

Un vaixell d'assalt amfibi o vaixell amfibi és un vaixell de guerra capaç de transportar tropes d'infanteria amb el seu material, inclòs el més pesant, a qualsevol lloc i poder-los desembarcar encara que no hi hagi moll ni port practicable. Per aquest motiu es denominen d'assalt.

## Característiques
Els vaixells d'assalt amfibi són de grans dimensions, generalment per sobre de les 10.000 tm de desplaçament a plena càrrega, i més de 100 metres d'eslora, per això solen esdevenir els vaixells més grans de qualsevol flota.
La seva capacitat de càrrega varia d'uns models a uns altres; però generalment és de diversos helicòpters que solen pertànyer a la dotació permanent del vaixell, centenars de soldats embarcats i maquinària pesada com a carros de combat o els vehicles de combat blindats de la força amfíbia.
Per desembarcar-los poden utilitzar la grua o grues que disposen en el pont, els helicòpters, llanxes de desembarcament o la coberta inundable (els vaixells que en disposen), que sol estar situat en la part posterior per poder-se inundar i permetre sortir els vehicles amfibis que transporta.
Alguns dels vaixells més grans, com els que opera la Infanteria de Marina dels Estats Units o el Vaixell de Projecció Estratègica de l'Armada Espanyola, són polivalents i poden desplegar avions d'enlairament curt i aterratge vertical com el Harrier, això els converteix en petits portaavions.

## Missions

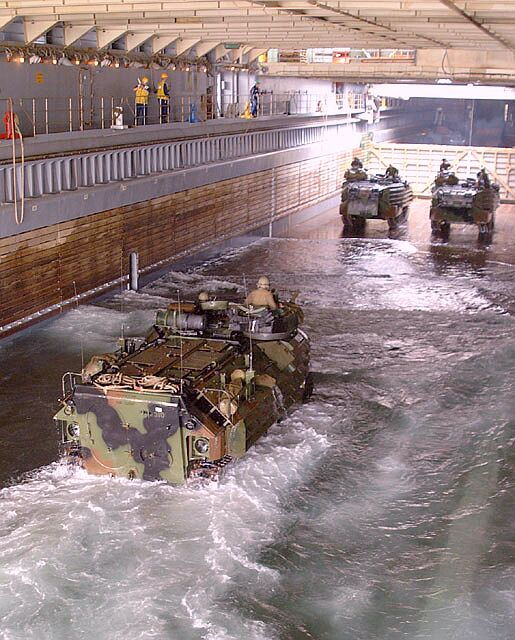
coberta inundable d'un vaixell amfibi. El seu interior és tan ampli que pot albergar qualsevol tipus de vehicle militar.

Per la seva grandària i polivalència els amfibis realitzen una gran varietat de missions. Entre elles:
- Desembarcament i reembarcament de tropes per a conquestes de caps de platja, invasions o rescat d'unitats en dificultats.
- Incursions a l'interior fent servir els seus helicòpters.
- Cobertura aèria de les operacions amfíbies (els que disposen d'aviació naval embarcada).
- Vaixell hospital en acomodar-se les seves dependències per atendre ferits.
- Assistència en situacions de catàstrofe. Per la seva gran capacitat poden transportar equips per reconstruir ponts, condicionar camins i carreteres, preparar campaments improvisats, etc.

Aquests vaixells poden ser presa fàcil d'atacs amb míssils, torpedes o mines a causa de les seves grans proporcions, per la qual cosa les armades que compten amb els seus serveis solen disposar dels mitjans per protegir-los (fragates, caçamines...), que no només estan disponibles, sinó que moltes vegades els acompanyen en les missions ordinàries o extraordinàries. D'aquesta manera, aquests grups (també anomenats a vegades Task Force) es constitueixen en petites flotes i col·loquen a qualsevol armada que compti amb ells entre les més potents del món, no només pel vaixell, sinó per l'escorta que ho acompanya. D'aquesta manera, exèrcits d'una magnitud i pressupost considerable, com el xinès, suposen una petita amenaça, però amenaça per fi del cap, per a les illes veïnes, com Taiwan, pel reduït de la seva força amfíbia.
La construcció dels vaixells amfibis i la consegüent força terrestre que transporten sol ser l'últim pas que pot donar un exèrcit en la seva capacitat de projectar la seva força allí on calgui (els vaixells amfibis de la Infanteria de Marina dels Estats Units poden arribar per si mateixos a les 3/4 parts del globus sense proveir-se de combustible i sense fondejar en cap lloc).

## Problemes i febleses
No obstant això, una màquina de semblant port implica molts problemes a les armades on serveixen. Entre ells pot citar-se.

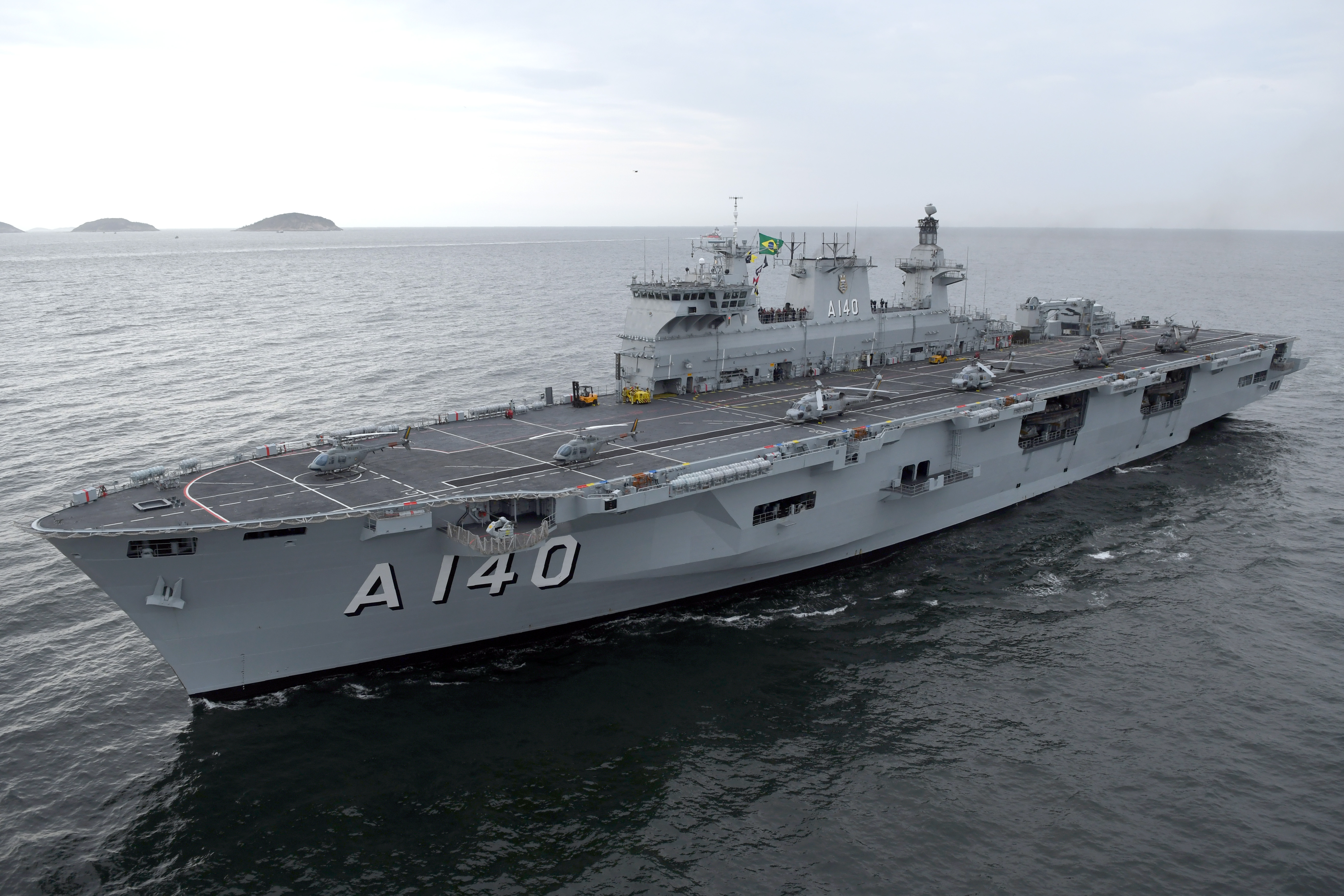
NAM Atlântico

- El combustible i els subministraments que necessita per moure's i operar han d'acompanyar-ho en forma de vaixells d'aprovisionament logístic o fins i tot naus civils que, per la seva pròpia naturalesa, són vulnerables al foc enemic. Així ho van comprovar els britànics en la Guerra de les Malvines, on els argentins van cometre l'error d'atacar primer la Real Escorta Naval en lloc dels grans vaixells civils, com el Canberra, que portava els subministraments imprescindibles per a la victòria.[3]
- La gran quantitat de tropa i marinería que requereixen, la qual cosa per a armades de reclutament voluntari, com solen ser algunes de les més fortes, resulta un problema de magnitud considerable.
- El gran tonatge dels vehicles embarcats suposa un desgast constant de la seva rampa d'entrada i el sòl de la coberta inundable. Així, vaixells com els de la Classe Galícia compten amb una rampa de fusta que ha de ser mantinguda i reemplaçada amb molta freqüència, la qual cosa resulta excessivament car i dependent dels recanvis.[4]